# Râul Valea Vinului, Someș
Râul Valea Vinului este un curs de apă afluent al râului Someș. 

## Hărți
- Harta Județul Satu Mare